# Ballismus
A ballismus (a görög nyelvből: βάλλειν - dobni, hajítani) igen ritka mozgászavar. A szubtalamusz károsodása okozza (amely leggyakrabban keringészavar miatt következik be), és az ellenoldali végtagok durva, dobáló jellegű hiperkinézisével jár (akarattól független mozgások vállban, illetve csípőben). Többnyire hipertóniás és diabéteszes angiopátiában észlelhető.